# Léopold Eyharts

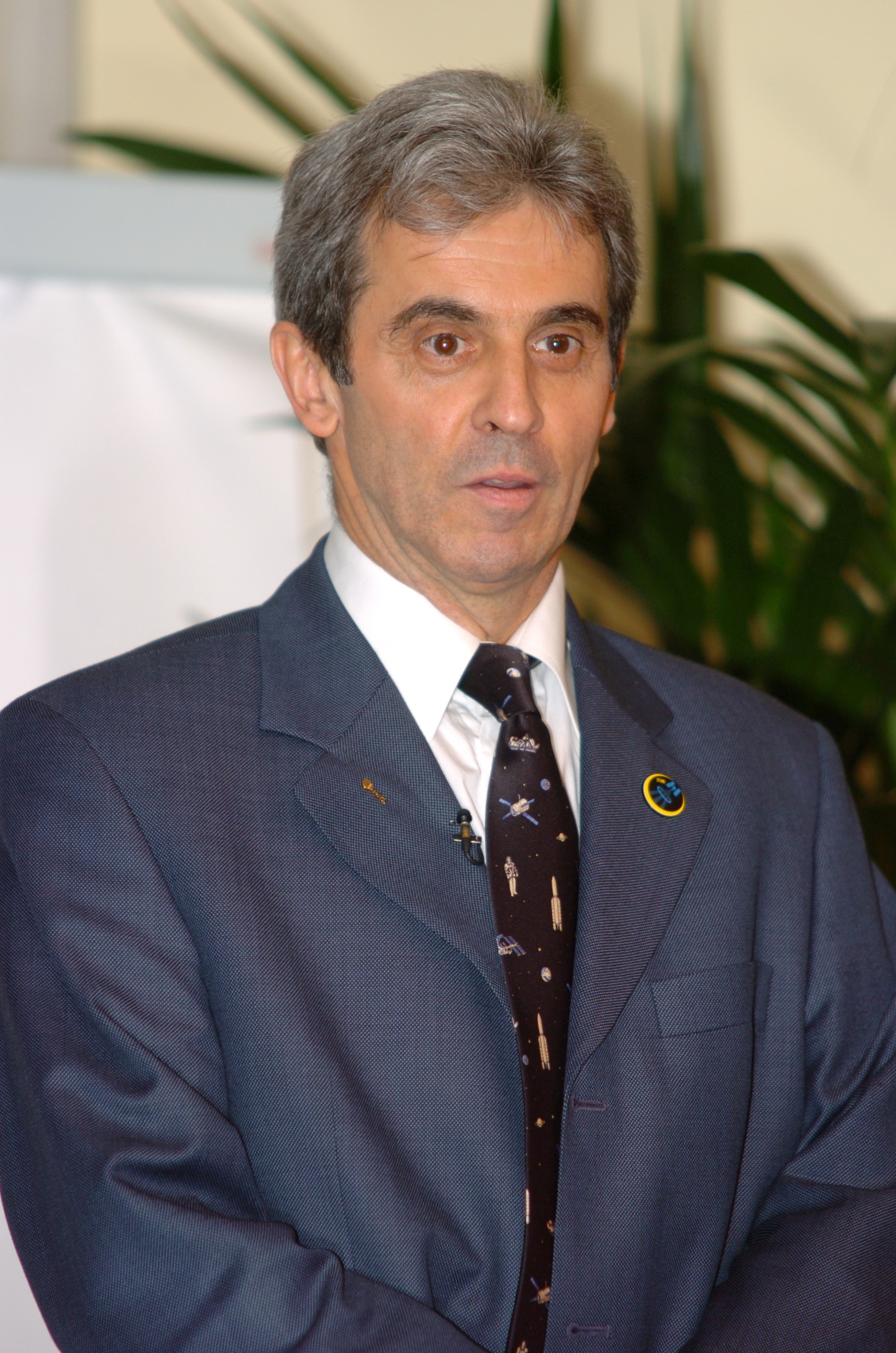
Léopold Eyharts, le 23 octobre 2008 à Paris.

Léopold Eyharts, né le 28 avril 1957 à Biarritz, est un pilote et officier général français, spationaute de l'Agence spatiale européenne (ESA).

## Carrière militaire
Ancien élève du lycée Villa-Pia de Bayonne et du lycée Louis-Barthou de Pau, il intègre l'École de l'air à Salon-de-Provence en 1977 et reçoit un diplôme d'ingénieur aéronautique en 1979. En 1980, il est breveté pilote de chasse et affecté à la 7e escadre de chasse dotée de Jaguar, à la base aérienne d'Istres. En 1985, il devient commandant de l'escadrille SPA 77 du 1/7 Provence, basé à Saint-Dizier.
En 1988, il obtient le diplôme de pilote d'essai de l'école française de pilote d'essai (EPNER) et est affecté au Centre d'essais en vol de Brétigny-sur-Orge, près de Paris. Il vole alors sur différents types d'avions civils et militaires, comprenant le Mirage 2000, l'Alpha Jet, le Mirage III, la Caravelle et le C-160 Transall.
Il totalise 3 800 heures de vol en tant que pilote de combat et d'essai avec une cinquantaine de types d'avions différents, ainsi que 21 sauts en parachute, dont une éjection (qui lui a sauvé la vie, in extremis en avion Jaguar à Istres).
Il est aujourd'hui général de brigade aérienne.

## Activités de spationaute
En 1990, Léopold Eyharts est choisi en tant que spationaute par le CNES et désigné pour contribuer au programme d'avion spatial Hermès à Toulouse.
Il devient l'un des pilotes d'essai responsables du programme de vols paraboliques du CNES, utilisant un avion expérimental (Caravelle) modifié par le centre d'essai de vol de Brétigny-sur-Orge en laboratoire de microgravité à usage de la communauté scientifique. En 1994, il devient responsable des essais en vol parabolique du remplaçant de la Caravelle, un Airbus A300 ZERO-G qui devient opérationnel en 1995.
En 1992, Eyharts figure au deuxième choix d'astronautes de l'Agence spatiale européenne (ESA). La même année, il participe à une évaluation de l'ESA de la formation russe sur la navette spatiale Bourane à Moscou ; il vole dans le simulateur en vol de Buran du Tupolev 154.
Il suit également deux cours additionnels de formation au vol spatial de courte durée au centre de formation des cosmonautes russes « Youri Gagarine » à Moscou : le premier durant six semaines en 1991 et le second, de deux semaines en 1993.
Eyharts est affecté à la pleine formation de vol spatial en janvier 1995. Il est désigné en 1994 spationaute-suppléant pour la mission spatiale franco-russe Cassiopée, qui a lieu en août 1996.

### Premier vol vers la station Mir
Il participe à un premier vol à bord de Soyouz TM-27, le 29 janvier 1998. Il est le cosmonaute principal pour la mission scientifique du CNES appelée Pégase. Il rejoint la station spatiale Mir en février 1998. Pendant sa mission de trois semaines, il réalise diverses expériences françaises dans les secteurs de la recherche médicale, de la neurologie, de la biologie, de la physique liquide et de la technologie. Cette première mission dure 20 jours, 18 heures et 20 minutes.

### Second vol vers la station internationale

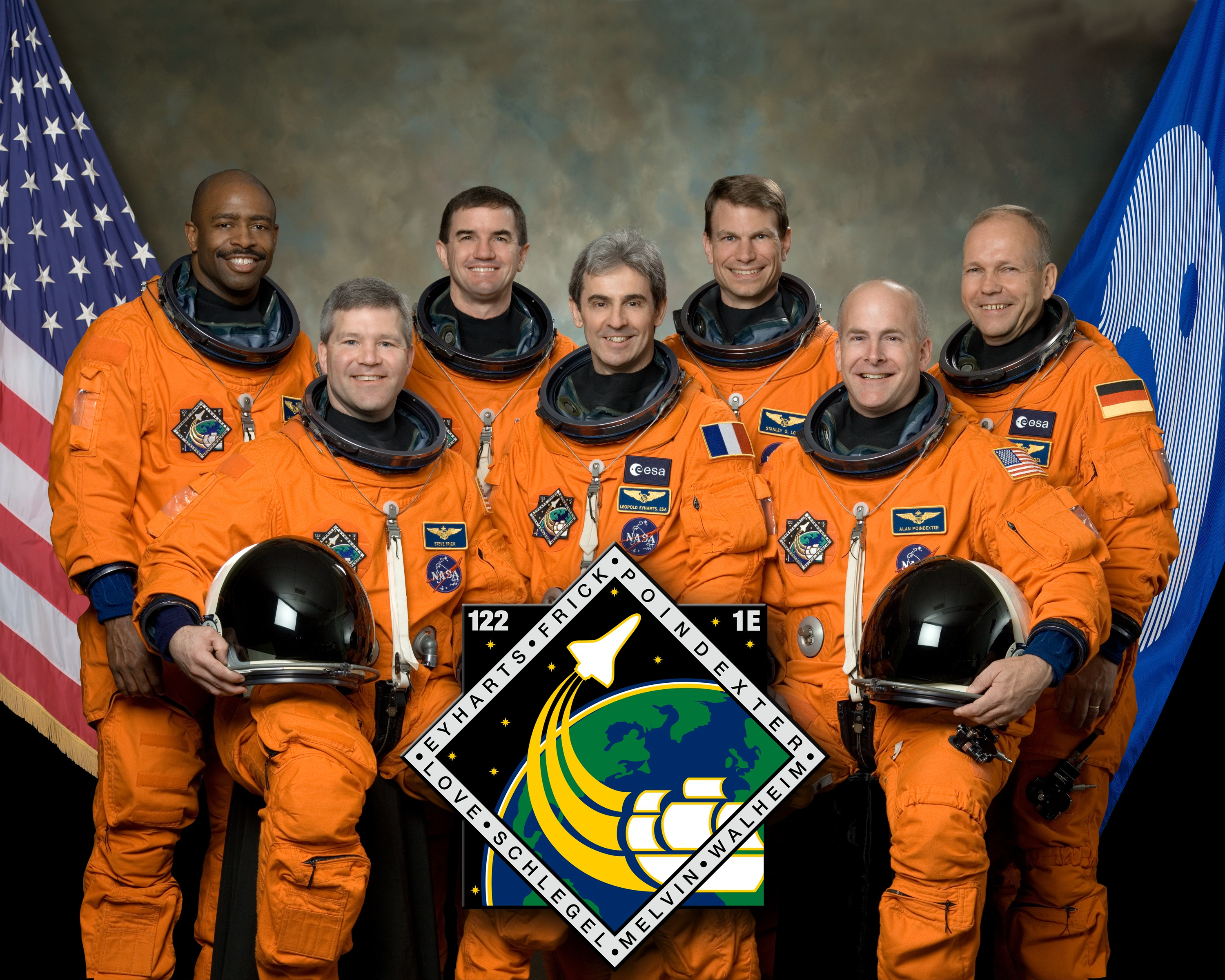
Équipage de la mission STS-122.

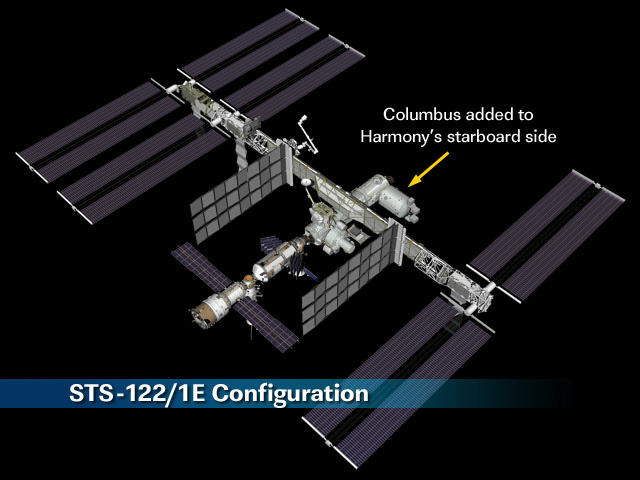
Illustration de la station ISS après la mission STS-122, après la mise en place du module Colombus.

En août 1998, Eyharts est envoyé par l'Agence spatiale européenne à l'entraînement au centre spatial Johnson de la NASA à Houston, au Texas. Il contribue à des projets concernant la station spatiale internationale.

Il part le 7 février 2008, à bord de la navette Atlantis, lors de la mission STS-122 (initialement prévue le 6 décembre 2007), vers la station spatiale internationale, où il rejoint l'Expédition 16 de l'ISS. Sa mission est essentiellement l'installation du laboratoire européen Columbus, dans lequel il est le premier à pénétrer, après avoir prononcé ces mots : 

« Nous avons une pensée spéciale, à ce moment, pour toutes les personnes en Europe et aux États-Unis qui ont contribué à la réalisation de Columbus. Je veux parler des agences spatiales, de l'industrie mais aussi de tous les citoyens qui soutiennent le vol spatial. Je suis très fier d'être ici et d'entrer pour la première fois dans Columbus. »

Il revient sur Terre avec la mission STS-123 dans la navette Endeavour. Son vol a duré 48 jours 4 heures et 54 secondes.
Aujourd'hui, il continue à soutenir comme expert les équipes du Centre des astronautes européens (ESA/EAC) à Cologne.

## Décorations

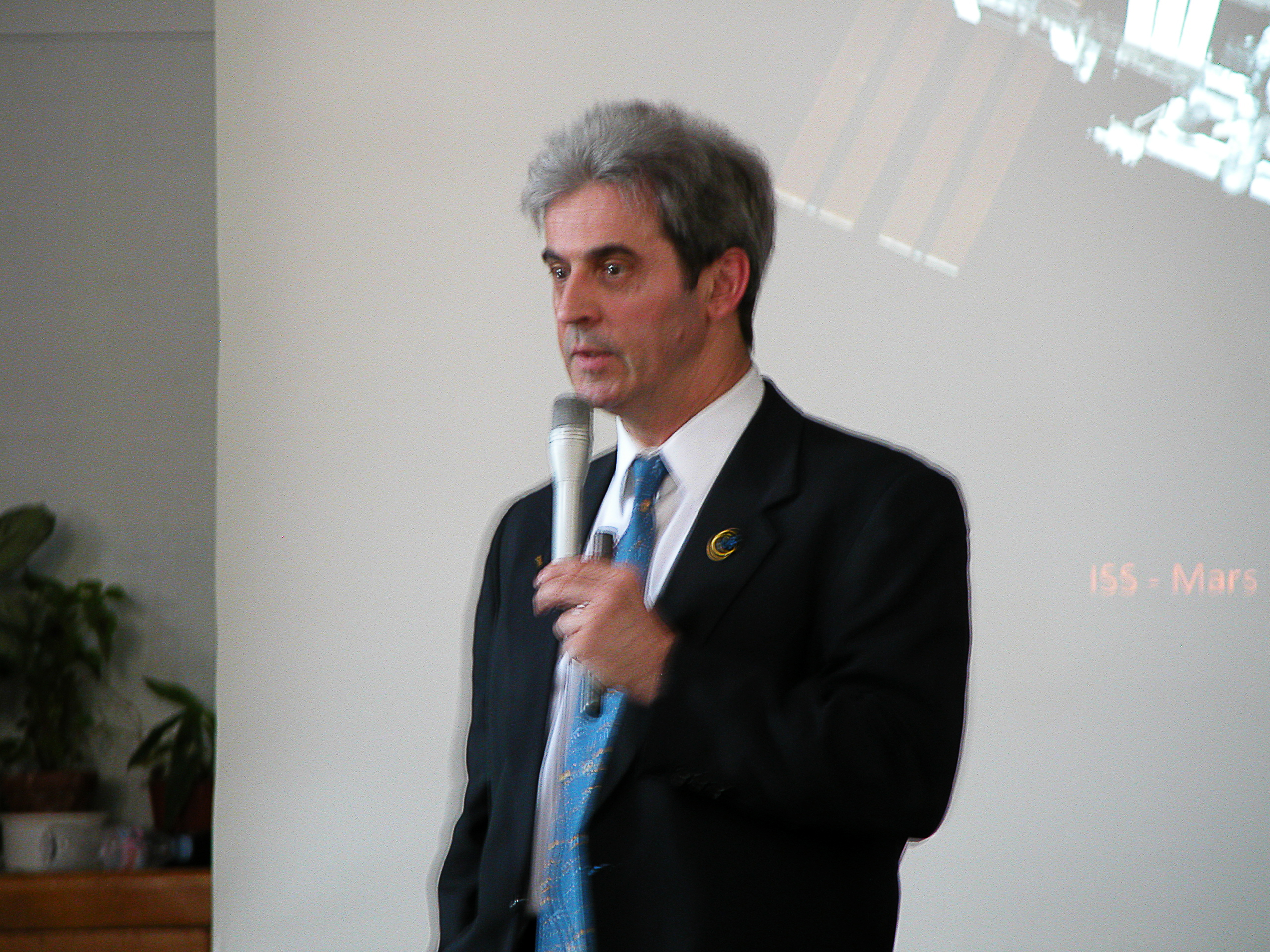
Léopold Eyharts donne une conférence dans une école de Vincennes le 12 décembre 2009

Française
- Officier de la Légion d'honneur (7 juillet 2004)[7]
- Chevalier de l'ordre national du Mérite (14 décembre 1998)[8]
- Médaille d'Outre-Mer[réf. souhaitée]

Étrangères
- Ordre du Courage (14 novembre 1998,  Russie)[9]
- Ordre de l'Amitié (16 octobre 1996,  Russie)[10]
- Médaille Pour le mérite dans l'exploration spatiale ( Russie)[11]
- Ordre de l'Amitié (11 novembre 1998,  Kazakhstan)[12]